# 川田八幡宮

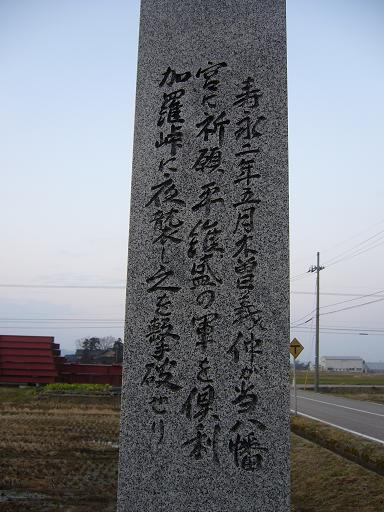
川田八幡宮の社標。「寿永二年五月木曽義仲が当八幡宮に祈願平惟盛の軍を倶利加羅峠に夜襲し之を撃破せり」との縁起が書かれている。

川田八幡宮（かわたはちまんぐう）は、富山県砺波市の北西部にある高波地区の西宮森集落にある神社。
1183年5月11日、般若野から倶利伽羅峠へ進軍途中の木曾義仲が戦勝を祈願したと伝えられている。社標には「寿永二年五月木曽義仲が当八幡宮に祈願平惟盛の軍を倶利加羅峠に夜襲し之を撃破せり」との縁起が書かれている。毎年、祭礼の際に掲げられる大幟には「川田八幡宮」の社名が入っていたという。神社の東側に幅3mほどの平田川（ひらたがわ）という川が流れていたため、川田（かわた）という地名になったという。